# RD-108-8D75PS
RD-108-8D75PS – radziecki silnik rakietowy. Skonstruowany przez OKB Głuszko (obecnie NPO Energomasz). Stanowił napęd członu Sputnik 8K71PS-1 rakiet Sputnik 8K71PS. Produkowany w latach 1957–1958.
Podane oznaczenie utworzone zostało z oznaczenia konstruktora (RD-108) i oznaczenia rządowego (8D75PS).